# Maomé ibne Maruane

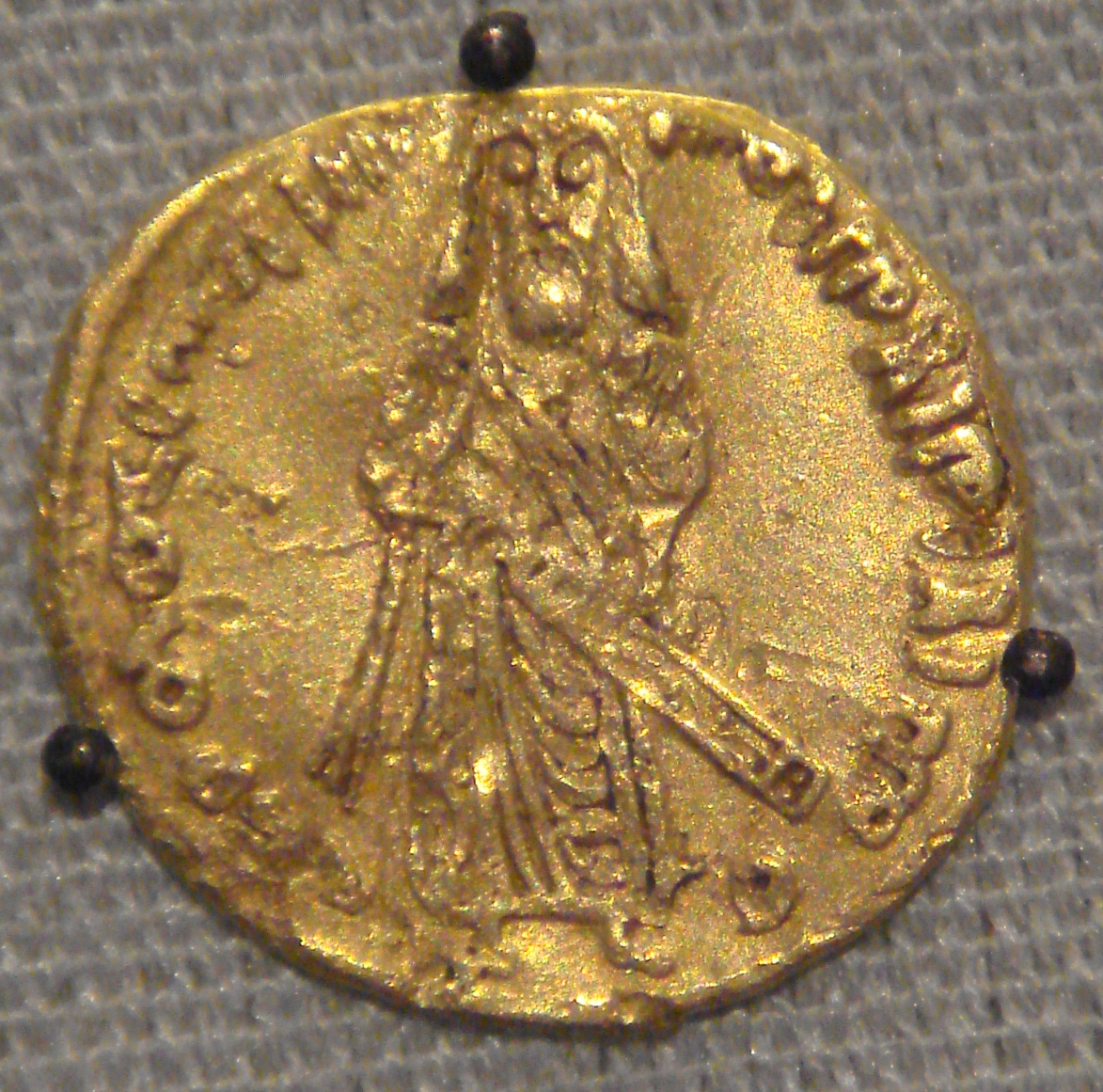
Dinar de ouro com efígie do califa Abedal Maleque ibne Maruane r.

Maomé ibne Maruane ibne Haquem (Muḥammad ibn Marwān ibn al-Ḥakam; em grego: Μονάμεδ; romaniz.: Monámed; m. 719/720) foi um príncipe árabe e um dos mais importantes generais do Califado Omíada no período 690-710, e um daqueles que completou a conquista da Armênia. Derrotou os bizantinos e conquistou seus territórios armênios, esmagou uma rebelião armênia em 704-705 e transformou o país numa província omíada.

## Biografia
Maomé foi o filho do califa Maruane I (r. 684–685) com uma escrava, e portanto meio-irmão do califa Abedal Maleque ibne Maruane (r. 658–705). Quando Maruane assumiu o trono, enviou Maomé para a Mesopotâmia Superior para assegurar a Armênia. Em 691, comandou o avanço da guarda de seu irmão na Batalha de Dair Aljatalique contra Muçabe (irmão do anticalifa mecano Abedalá ibne Zobair). Em 692/693, derrotou o exército bizantino na batalha de Sebastópolis, ao persuadir o enorme contingente eslavo do exército imperial desertar para ele. No ano seguinte, invadiu a Anatólia bizantina com ajuda dos mesmos eslavos, e conseguiu outra vitória contra o exército bizantino próximo de Germaniceia, enquanto em 695, invadiu a província de Armênia Quarta.
Em 699-701, junto com seu sobrinho Abedalá, foi enviado para o Iraque para ajudar o governador Alhajaje ibne Iúçufe na supressão da rebelião carijita de Abederramão. Em 701, Maomé fez campanha contra o território armênio sob controle bizantino a leste do Eufrates, e forçou sua população e o governador local, Vaanes, a submeterem-se ao califado. Logo depois de sua partida, contudo, os armênios rebelaram-se e chamaram auxílio bizantino. Repetidas campanhas em 703 e 704 por Maomé e Abedalá esmagaram a revolta, e Maomé assegurou o controle muçulmano ao organizar um massacre em larga-escala das famílias nacarares armênias em 705.
Quando Ualide I (r. 705–715) ascendeu ao trono em 705, Maomé começou a ser eclipsado por seu sobrinho Maslama ibne Abedal Maleque, que como ele também nasceu duma escrava. Maslama assumiu a liderança das campanhas contra Bizâncio, e finalmente substituiu-o completamente em sua competência como governador da Mesopotâmia, Armênia e Azerbaijão em 709/710. Maomé morreu em 719/720. Era o pai do última califa omíada, Maruane II (r. 744–750) com uma mulher de nome desconhecido, muito provavelmente de origem não-árabe (uma curda segundo algumas fontes). Alguns fontes relatam que Maomé capturou-a durante a supressão da revolta de Abedalá, e algumas ainda alegam que ela já estava grávida de Maruane naquela época.